# Тілесні ушкодження (фільм)
Тілесні ушкодження (англ. Bodily Harm) — американський трилер 1995 року.

## Сюжет
Виявлено труп молодої жінки. Під час розслідування з'являється головний підозрюваний — колишній поліцейський, звільнений за великі грошові махінації. Незабаром знаходять ще одну жертву — психоаналітика, пацієнтом якої полісмен був два роки. Слідство ведуть його колишні колеги, що знаходять лише непрямі докази провини екс-копа.

## У ролях
- Лінда Фіорентіно — Рита Кейтс
- Деніел Болдвін — Сем МакКеон
- Грегг Генрі — Джей Ді Прейон
- Білл Смітровіч — лейтенант Дерріл Стюарт
- Трой Еванс — Оскар Сімпсон
- Джо Регалбато — Стен Геффен
- Міллі Перкінс — доктор Спенсер
- Шеннон Кенні — Крістал Лінн / Джекі Барклай
- Тодд Сусман — Джері Рот
- Вільям Ютей — Франджипені
- Кен Лернер — Алекс Шоу
- Кейсі Біггз — Майкл Кейтс
- Кастула Гуерра — доктор Васкес
- Лу Бонакі — суддя Белламенті
- Марі Морроу — Діана
- Меррі О. Контіні — Керрі
- Дебра Рей — Джинджер
- Крісті Фіара — Шеллі Рендалл
- Лорен Старк — молода Джекі
- Генрі Флемінг Вуд — поліцейський 2